# Robert Arthur Schönherr
Robert Arthur Schönherr, även känd som Ralph Arthur Roberts, född 2 oktober 1884 i Meerane, död 12 mars 1940 i Berlin, tysk skådespelare, författare och dramatiker.

## Filmografi (urval)

### Skådespelare
- 1930 – I flygande fläng
- 1930 – Kärlekstjuven
- 1931 – Hennes majestät kärleken
- 1934 – Det var en gång en musiker
- 1938 – Der Maulkorb

### Regi
- 1934 - Spiel mit dem Feuer

### Filmmusik
- 1957 - Åklagarens vittne

### Filmer baserade på hans texter
- 1939 - Ombyte förnöjer
- 1954 - Flickorna på Reeperbahn